# Немец, Ян (кинорежиссёр)
Ян Немец (чеш. Jan Němec; 12 июля 1936, Прага, Чехословакия — 18 марта 2016, там же) — чешский режиссёр, педагог и иногда актёр, чьи наиболее известные работы относятся к 60-м годам XX века.

## Биография
Относится к представителям Чехословацкой новой волны в кино. Закончил пражский кинофакультет FAMU в 1962. Художественный мир изначально отмечен синтезом трех влияний — Достоевского, Кафки и сюрреализма.
В 1966 был введён запрет на съемки фильмов, но он мог работать на телевидении и был одним из первых чешских режиссёров музыкального видео. Окончательное запрещение он получил после вторжения армий стран Варшавского договора в Чехословакию в 1968. В 1974 из-за давления был вынужден нелегально покинуть страну. Жил в Германии, Великобритании и США. В США занимался в том числе свадебной съемкой. В 1990 он вернулся в Чехию и в кино. Кроме того, стал преподавателем в университете кафедры FAMU.
Наиболее важными работами являются фильмы — «Алмазы ночи» (Démanty noci, 1964) по одной из историй Арношта Люстига и «О торжестве и о гостях» (O slavnosti a hostech, 1966).

## Награды
В октябре 2002 президент Вацлав Гавел наградил Яна Немца медалью за заслуги II степени в области культуры.

## Избранная фильмография
- Туайен (Toyen, 2005)
- Ландшафт моего сердца (Krajina mého srdce, 2004)
- Ночные разговоры с матерью (Nocní hovory s matkou, 2001)
- Имя кода — рубин (Jméno kódu: Rubín, 1997)
- В огне королевской любви (V žáru královské lásky, 1990)
- Ожерелье меланхолии, или Семь песен Марты Кубишовой (Náhrdelník melancholie, 1968) (телефильм)
- Мученики любви (Mučedníci lásky, 1966)
- О торжестве и о гостях (O slavnosti a hostech, 1966)
- Мать и сын (Matka a syn, 1966)
- Жемчужины на дне (Perličky na dně, 1965)
- Алмазы ночи (Démanty noci, 1964)